# 劉洙源
劉洙源（1875年—1950年），名復禮，字洙源，別號離明，男，四川中江人，中國佛学家，曾任教於四川高級師範、成都大學、四川大學文學教授，精通佛學知名於世，並創辦成都佛學社，影響者眾多，晚年出家法號昌宗。

## 生平
劉洙源出生於清光緒元年（1875年），幼時讀儒家典籍，曾中秀才並拔貢出身，北京經科大學畢業後，任教於四川高級師範，民國後，則先後任教於成都大學、四川大學文學教授，劉洙源在成都大學任教期間，於校內開設佛學講座，公開於大學中宣揚佛法，並創辦成都佛學社。西元1914年與釋能海法師、謝子厚居士於成都發起成立佛經流通處、少城佛學社，並常請法師和居士於佛學社講經說法，前後歷時約20餘年，對當時社會有著相當大的影響，受劉洙源居士感化而皈依佛教者其人數甚多。
早年精通佛教唯識學派，曾著唯識學綱要並由海潮音社出刊，受到佛教界人士所重視。1931年，57歲的劉洙源辭去教職隱居修行，但實則常應鄰近佛教團體的邀約為之講經，隔年1932年，著有《宗鏡錄大科判》。晚年不喜著作，只存講稿數篇，由其門下弟子金弘恕等人整理集結而成，留有《佛法要領》、《唯識學講義》等著作流傳於世，西元1949年（民國38年），則於德陽孝泉延祚寺剃髮，受三壇大戒出家，法名昌宗，並應邀請講《楞嚴經》，並傳受淨土觀修之法。而後回到四川中江縣，駐錫於白雲寺，專研戒律。隔年1950年夏天（民國39年）先生於白雲寺圓寂，世壽76歲，圓寂的當夜，眾多人見白雲寺白光衝天之瑞相。劉洙源居士的著作，另外有宗鏡錄細科判約五卷、宗鏡錄讀法約十餘卷。另纂集大智度論之法相而成性宗法藏三冊，但並未出版。

## 著作
- 《佛法要領》[2]
- 《佛法要領補遺本》(2018年重新修訂) [6]
- 《唯識學講義》[7]
- 《劉洙源先生書札》[8]
- 《復金弘恕居士》
- 《復金弘恕居士書二通》
- 《覆但怒剛居士書》[9]

## 外部連結
- 大師講經 （页面存档备份，存于）
- 華人百科 劉洙源
- 佛法要領 劉洙源先生述 （页面存档备份，存于）